# Armstrong Siddeley Mongoose
Armstrong Siddeley Mongoose — британский поршневой пятицилиндровый авиадвигатель воздушного охлаждения, разработанный в 1926 году.
В его конструкции были использованы элементы одного из предыдущих моторов Armstrong Siddeley, 14-цилиндрового Jaguar., в частности, цилиндры, магнето и коромысла клапанов.
Несколько нетипичным было вертикальное расположение нижнего цилиндра, обычно избегаемое в двигателях такого типа, поскольку имеется риск отказа из-за заливания нижней свечи зажигания брызгами масла.
Основная часть выпущенных моторов устанавливалась на учебных бипланах Hawker Tomtit и Avro 504N.
В 1927 году японская фирма Mitsubishi купила лицензию на производство двигателей Mongoose I, которыми предполагалось оснастить учебно-тренировочные самолёты Mitsubishi Ki-1 для ВВС Императорской армии. Конструкция этого самолёта базировалась на основе французского лицензионного самолёта Hanriot HD-28. Но ВВС Императорской армии не заинтересовались этой разработкой, ВВС Императорского флота также не увидели ничего в ней ничего интересного, за исключением самого английского двигателя, который по лицензии был растиражирован в Японии в количестве 52 экземпляров и использовался на ранних модификациях самолётов E6Y1 и K2Y1.
Дальнейшим развитием конструкции стал появившийся в 1928 году двухрядный 10-цилиндровый Serval.

## Модификации
Mongoose I
1926, 135 л. с.
Mongoose II
1930, 155 л. с.
Mongoose III
1929.
Mongoose IIIA
1929, для гражданских самолётов.
Mongoose IIIC
1929, военная версия, доработанный вариант IIIA.

## Применение
По материалам:
- ANBO III (Вторая серия, 1931 г.)[5]
- Avro 504N
- Avro 504R
- Avro Tutor
- Avro Type 621 Trainer
- Handley Page Hamlet
- Handley Page Gugnunc
- Hawker Tomtit
- Lasco Lascondor
- Parnall Peto

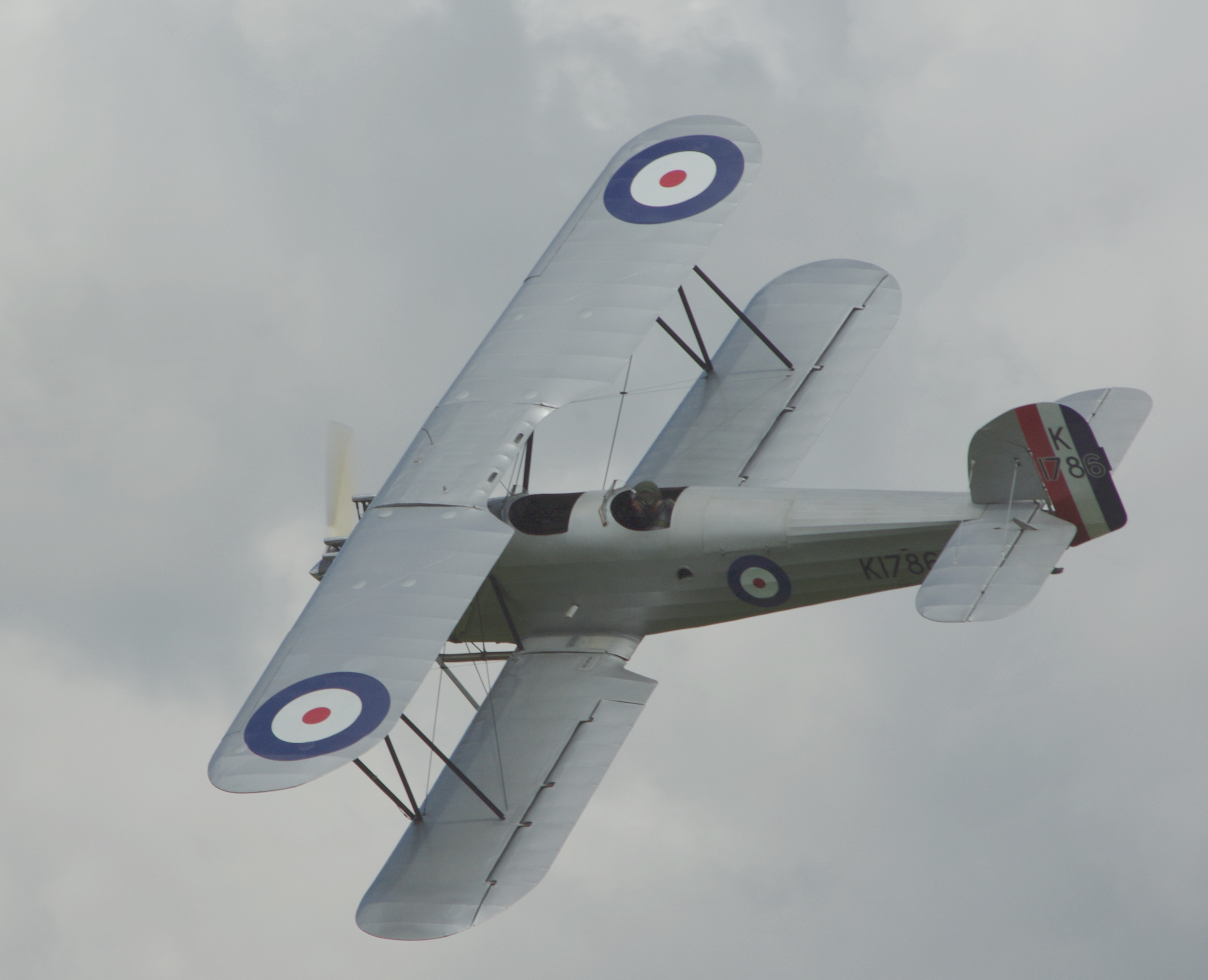
Hawker Tomtit с двигателем Mongoose

- Yokosuka K2Y1 (вариант двигателя, выпускавшийся Mitsubishi)

## Сохранившиеся двигатели
В Собрании Шаттлуорта (Олд Уорден, Бедфордшир) находится единственный сохранившийся в пригодном для полётов состоянии биплан Hawker Tomtit K1786/G-AFTA с установленным на нём мотором Mongoose IIIC. В летние месяцы этот самолёт используется для демонстрационных полётов.